# 20 Aquilae
20 Aquilae, som är stjärnans Flamsteed-beteckning, är en ensam stjärna belägen i den södra delen av stjärnbilden Örnen och är en irreguljär variabel. Den har en lägsta skenbar magnitud på ca 5,36 och är svagt synlig för blotta ögat där ljusföroreningar ej förekommer.  Baserat på parallax enligt Gaia Data Release 2 på ca 3,5 mas, beräknas den befinna sig på ett avstånd på ca 920 ljusår (ca 280 parsek) från solen. Den rör sig närmare solen med en heliocentrisk radialhastighet av ca -23 km/s.

## Egenskaper
20 Aquilae är en blå till vit ljusstark jättestjärna av spektralklass B2/3 IV, Det har varit en viss oenighet om klassificeringen av stjärnan. Buscombe (1962) listade den i spektralklass B3 IV, som anger en underjättestjärna av spektraltyp B som har förbrukat vätet i dess kärna och expanderar från huvudserien. Lesh (1968) och Braganca et al. (2012) matchade den som en huvudseriestjärna med spektralklass av B3 V. Houk och Swift (1999) hittade emellertid en klass av B2/3 II, vilket anger att den är en utvecklad ljusstark jätte. Den har en massa som är ca 8,6 solmassor, en radie som är ca 11 solradier och utsänder ca 7 300 gånger mera energi än solen från dess fotosfär vid en effektiv temperatur av ca 18 700 K.
20 Aquilae är en misstänkt variabel, som varierar mellan visuell magnitud +5,33 och 5,36 utan någon fastställd periodicitet.